# Зюзин, Владимир Митрофанович
Владимир Митрофанович Зюзин (21 июля 1924, Каган, Узбекская ССР — 11 августа 2004, Москва, Россия) — советский и приднестровский художник, педагог, основатель детской художественной школы. Работал в жанре натюрморта и пейзажа.

## Биография
Родился 21 июля 1924 года в городе Каган, Узбекская ССР. Служил на флоте в 1942—1950 гг. В 1960х годах переехал с семьёй в город Бендеры.
Владимир Зюзин работал в жанре натюрморта и пейзажа. Кроме живописи, Владимир Зюзин активно занимался педагогической деятельностью, театром, скульптурой. В городе Бендеры в 1963 году основал детскую художественную школу, в которой работал директором и преподавателем, в память о нём школа носит его имя. ДХШ стала одной из лучших в Молдавии, а в настоящее время — в Приднестровской Молдавской Республике.
Был женат на Татьяне Николаевне Хромовой.
Член Союза художников Приднестровья.